# كاساندرا ريوس
كاساندرا ريوس (بالإنجليزية: Cassandra Rios)‏ (1932، ساو باولو في البرازيل - 8 مارس 2002، ساو باولو في البرازيل)؛ كاتِبة وروائية برازيلية.